# Анга (Томская область)
Анга — опустевший посёлок лесорубов в Томской области России, на территории современного Асиновского района.

## География
Располагался в бассейне реки Чулым.

## История
В октябре 1951 года сюда прибыли литовцы. Весной 1952 года прибыло еще 40 семей из Тунгусского Бора. Жители заготавливали лес и сплавляли его к реке Чулым. В 1956—1958 годах большинство вернулось в Литву.